# 路易斯·布斯
路易斯·威廉·基爾克羅斯·布斯（英語：Lewis William Killcross Booth，1948年11月7日—）曾任美國福特汽車副執行總裁兼財務長、馬自達汽車公司第12任社長等職務，現任為億滋國際公司董事。

## 生平略歷
1948年11月7日路易斯·布斯出生於英國默西賽德郡利物浦，其父從事福特汽車、奧斯汀汽車和莫里斯汽車的經銷商工作，故從小對汽車工業耳濡目染。自利物浦大學機械工程學系畢業後，曾在英國禮蘭汽車公司（British Leyland Motor Corporation）工作，直到1978年進入福特歐洲公司產品發展部擔任財務分析師。
1992年開始，他被調往美國迪爾伯恩總部，並陸續在汽車產品發展、車體組裝等部門任事。1997年8月至2000年1月期間，布斯前往子公司南非汽車（South African Motor Corporation，縮寫成Samcor）擔任總裁。原本福特汽車握有該公司45%的股權，在任內他買下其餘股份，重新建立成福特南非公司（Ford Motor Company of Southern Africa）；2000年1月1日他升任福特汽車亞太區暨非洲區總裁。
2002年6月布斯調往馬自達汽車擔任第12任社長，任內期間推出馬自達RX-8、第二代Demio等車款。2003年9月布斯被派至位於倫敦的福特歐洲公司擔任營運長，2004年4月升任為總裁兼執行長。2008年11月布斯調回美國總部，變成副執行總裁兼財務長。直到2012年4月，他成為億滋國際公司（Mondelēz International）董事。

### 獲獎榮譽
2012年6月布斯獲贈大英帝國勳章司令勳章，以表彰他對英國汽車製造業的卓越貢獻。

## 內部連結
- 福特汽車
- 馬自達
- 億滋國際